# Prima Divisione Veneto 1951-1952
La Prima Divisione fu il massimo campionato regionale di calcio disputato in Veneto nella stagione 1951-1952. 
Avendo deciso la FIGC col Lodo Barassi una radicale riforma dei campionati minori per la stagione successiva, questa edizione si differenziò dalle precedenti in quanto non mise in palio posti per il campionato interregionale, ma fu finalizzata a qualificare le società partecipanti: le migliori avrebbero avuto accesso al nuovo Campionato Regionale (detto di Promozione), mentre le altre squadre non ammesse sarebbero rimaste iscritte al declassato campionato di Prima Divisione.
Per quanto riguarda il Veneto fu garantito l'accesso al nuovo campionato regionale alle prime cinque di ogni raggruppamento, come anche ad alcune delle migliori seste a seconda del numero di retrocesse locali dalla Promozione della Lega Interregionale Nord.

## Girone A
| Squadra                       | Città (provincia)             | Stagione precedente |
| ----------------------------- | ----------------------------- | ------------------- |
| A.S. Aquila Valeggio          | Villafranca di Verona (VR)    |                     |
| U.S. Audace                   | Verona                        |                     |
| A.C. Bentegodi                | Verona                        |                     |
| A.C. Chievo                   | Verona                        |                     |
| A.C. Cologna                  | Cologna Veneta (VR)           |                     |
| A.C. Domegliara               | Domegliara (VR)               |                     |
| U.S. Libertas                 | Caldiero (VR)                 |                     |
| A.S. Minerbe                  | Minerbe (VR)                  |                     |
| A.C. Montebaldina             | Caprino Veronese (VR)         |                     |
| Olympia Montorio              | Verona                        |                     |
| Ronco all'Adige               | Ronco all'Adige (VR)          |                     |
| A.C. San Martino Buon Albergo | San Martino Buon Albergo (VR) |                     |
| A.C. San Zeno                 | Verona                        |                     |
| A.C. Scaligera                | Isola della Scala (VR)        |                     |
| A.C. Vigasio                  | Vigasio (VR)                  |                     |
| A.C. Zevio                    | Zevio (VR)                    |                     |

### Classifica finale
|  | Pos. | Squadra                  | Pt | G  | V  | N  | P  | GF | GS | DR  |
|  | ---- | ------------------------ | -- | -- | -- | -- | -- | -- | -- | --- |
|  | 1.   | Audace SME               | 44 | 30 | 19 | 6  | 5  | 76 | 29 | +47 |
|  | 2.   | Scaligera                | 43 | 30 | 20 | 3  | 7  | 77 | 38 | +39 |
|  | 3.   | Minerbe                  | 42 | 30 | 19 | 4  | 7  | 83 | 35 | +48 |
|  | 3.   | Domegliara               | 42 | 30 | 18 | 6  | 6  | 67 | 36 | +31 |
|  | 5.   | Bentegodi Verona         | 39 | 30 | 17 | 5  | 8  | 62 | 35 | +27 |
|  | 6.   | Zevio                    | 38 | 30 | 16 | 6  | 8  | 72 | 51 | +21 |
|  | 7.   | Vigasio                  | 31 | 30 | 14 | 3  | 13 | 67 | 73 | -6  |
|  | 8.   | Montebaldina             | 28 | 30 | 12 | 4  | 14 | 53 | 55 | -2  |
|  | 9.   | San Zeno                 | 27 | 30 | 8  | 11 | 11 | 49 | 55 | -6  |
|  | 10.  | Cologna Veneta (-1)      | 25 | 30 | 11 | 4  | 14 | 44 | 52 | -8  |
|  | 11.  | Libertas                 | 24 | 30 | 11 | 2  | 17 | 58 | 66 | -8  |
|  | 11.  | San Martino Buon Albergo | 24 | 30 | 9  | 6  | 15 | 54 | 75 | -21 |
|  | 13.  | Olympia Montorio         | 21 | 30 | 8  | 5  | 17 | 48 | 67 | -19 |
|  | 14.  | Ronco all'Adige          | 20 | 30 | 8  | 4  | 18 | 32 | 68 | -36 |
|  | 15.  | Aquila Valeggio          | 14 | 30 | 5  | 4  | 21 | 50 | 90 | -40 |
|  | 15.  | Chievo                   | 14 | 30 | 5  | 4  | 21 | 35 | 82 | -47 |

Legenda:

      Ammesso alle finali per il titolo regionale.
  Ammesso alla nuova Promozione Regionale.
Regolamento:
Due punti a vittoria, uno a pareggio, zero a sconfitta.
Pari merito in caso di pari punti.
Note:
Cologna Veneta ha scontato 1 punto di penalizzazione in classifica per una rinuncia.
Differenza di 20 gol nel computo totale reti fatte/subite (927/907).

## Girone B
| Squadra                        | Città (provincia)          | Stagione precedente |
| ------------------------------ | -------------------------- | ------------------- |
| A.C. Carmenta                  | Carmignano di Brenta (PD)  |                     |
| U.S. Cittadellese              | Cittadella (PD)            |                     |
| A.C. Crocetta                  | Crocetta del Montello (TV) |                     |
| G.S. Dop. Ferrovieri Baldrocco | Silea (TV)                 |                     |
| G.S. Giorgione                 | Castelfranco Veneto (TV)   |                     |
| G.S. Mira                      | Mira (VE)                  |                     |
| A.C. Montebelluna              | Montebelluna (TV)          |                     |
| A.C. Olimpia                   | Cittadella (PD)            |                     |
| U.S. Calcio Paese              | Paese (TV)                 |                     |
| U.S. Petrarca                  | Padova                     |                     |
| Pol. Plateola                  | Piazzola sul Brenta (PD)   |                     |
| Giocatori Associati            | San Giacomo di Veglia (TV) |                     |
| Spresiano                      | Spresiano (TV)             |                     |
| A.C. Stra                      | Stra (VE)                  |                     |
| Virtus                         | Treviso                    |                     |
| U.S. Vittorio Veneto           | Vittorio Veneto (TV)       |                     |

### Classifica finale
|  | Pos. | Squadra              | Pt | G  | V | N | P | GF | GS | DR |
|  | ---- | -------------------- | -- | -- | - | - | - | -- | -- | -- |
|  | 1.   | Montebelluna         | 48 | 30 |   |   |   |    |    |    |
|  | 2.   | Giorgione            | 44 | 30 |   |   |   |    |    |    |
|  | 2.   | Stra                 | 44 | 30 |   |   |   |    |    |    |
|  | 4.   | Plateola             | 43 | 30 |   |   |   |    |    |    |
|  | 5.   | Olimpia Cittadella   | 42 | 30 |   |   |   |    |    |    |
|  | 6.   | Cittadellese         | 40 | 30 |   |   |   |    |    |    |
|  | 7.   | Vittorio Veneto      | 39 | 30 |   |   |   |    |    |    |
|  | 8.   | Carmenta             | 37 | 30 |   |   |   |    |    |    |
|  | 9.   | Petrarca             | 35 | 30 |   |   |   |    |    |    |
|  | 10.  | Ferrovieri Baldrocco | 23 | 30 |   |   |   |    |    |    |
|  | 11.  | Mira                 | 22 | 30 |   |   |   |    |    |    |
|  | 12.  | Crocetta             | 20 | 30 |   |   |   |    |    |    |
|  | 13.  | Giocatori Associati  | 15 | 30 |   |   |   |    |    |    |
|  | 13.  | Spresiano            | 15 | 30 |   |   |   |    |    |    |
|  | 15.  | Virtus               | 7  | 30 |   |   |   |    |    |    |
|  | 16.  | Pravato              | 4  | 30 |   |   |   |    |    |    |

Legenda:

      Ammesso alle finali per il titolo regionale.
  Ammesso alla nuova Promozione Regionale.
Regolamento:
Due punti a vittoria, uno a pareggio, zero a sconfitta.
Pari merito in caso di pari punti.
Note:
2 punti di eventuali penalizzazioni non segnalati.

## Girone C
| Squadra                     | Città (provincia)              | Stagione precedente |
| --------------------------- | ------------------------------ | ------------------- |
| G.S. "Aldo Ballarin"        | Rovigo                         |                     |
| A.C. Clodia                 | Chioggia (VE)                  |                     |
| A.C. Conselve               | Conselve (PD)                  |                     |
| A.C. Contarina              | Contarina (RO)                 |                     |
| U.S. Costa                  | Costa di Rovigo                |                     |
| A.C. Donadese               | Donada (RO)                    |                     |
| G.S. Galileo A.C. Battaglia | Battaglia Terme (PD)           |                     |
| A.C. Giovane Italia         | Polesella (RO)                 |                     |
| U.S. Interaziendale Este    | Este (PD)                      |                     |
| U.S. Lendinarese            | Lendinara (RO)                 |                     |
| A.S. Monselice              | Monselice (PD)                 |                     |
| A.C. Porto Tolle            | Porto Tolle (RO)               |                     |
| A.C. S.A.F.                 | Sant'Apollinare con Selva (RO) |                     |
| A.C. Trecenta               | Trecenta (RO)                  |                     |
| A.C. Umberto Maddalena      | Bottrighe (RO)                 |                     |
| S.S. Villanovese            | Villanova del Ghebbo (RO)      |                     |

### Classifica finale
|  | Pos. | Squadra              | Pt       | G  | V  | N  | P  | GF | GS | DR  |
|  | ---- | -------------------- | -------- | -- | -- | -- | -- | -- | -- | --- |
|  | 1.   | Clodia               | 42       | 28 | 19 | 4  | 5  | 78 | 33 | +45 |
|  | 1.   | Giovane Italia       | 42       | 28 | 19 | 4  | 5  | 87 | 39 | +48 |
|  | 3.   | Costa                | 39       | 28 | 17 | 5  | 6  | 74 | 44 | +30 |
|  | 4.   | Villanovese          | 38       | 28 | 16 | 6  | 6  | 81 | 53 | +28 |
|  | 5.   | S.A.F.               | 34       | 28 | 15 | 4  | 9  | 58 | 45 | +13 |
|  | 6.   | Monselice            | 32       | 28 | 14 | 4  | 10 | 48 | 41 | +7  |
|  | 6.   | Contarina            | 32       | 28 | 13 | 6  | 9  | 64 | 34 | +30 |
|  | 6.   | Umberto Maddalena    | 32       | 28 | 14 | 4  | 10 | 74 | 45 | +29 |
|  | 9.   | Trecenta             | 31       | 28 | 14 | 3  | 11 | 52 | 61 | -9  |
|  | 10.  | "Aldo Ballarin"      | 21       | 28 | 8  | 5  | 15 | 42 | 59 | -17 |
|  | 11.  | Lendinarese          | 16       | 28 | 7  | 2  | 19 | 29 | 65 | -36 |
|  | 11.  | Conselve             | 16       | 28 | 6  | 4  | 18 | 43 | 86 | -43 |
|  | 13.  | Interaziendale Este  | 14       | 28 | 4  | 6  | 18 | 34 | 86 | -52 |
|  | 14.  | Porto Tolle          | 7        | 28 | 2  | 3  | 23 | 33 | 95 | -62 |
|  | --   | Donadese             | Ritirato | -- | -- | -- | -- | -- | -- | --  |
|  | --   | Galileo AC Battaglia | Ritirato | -- | -- | -- | -- | -- | -- | --  |

Legenda:

      Ammesso alle finali per il titolo regionale.
  Ammesso alla nuova Promozione Regionale.
  Non iscritto la stagione successiva.
Regolamento:
Due punti a vittoria, uno a pareggio, zero a sconfitta.
Pari merito in caso di pari punti.
Note:
Differenza di 11 gol nel computo totale reti fatte/subite (797/786).

## Girone D
| Squadra                  | Città (provincia)         | Stagione precedente |
| ------------------------ | ------------------------- | ------------------- |
| A.C. Arsiero             | Arsiero (VI)              |                     |
| U.S. Azzurra             | Sandrigo (VI)             |                     |
| A.S. Breganze            | Breganze (VI)             |                     |
| Carte Burgo Sez.Sportiva | Lugo Vicentino (VI)       |                     |
| U.S. Ceccato             | Montecchio Maggiore (VI)  |                     |
| Ferrovieri               | Vicenza                   |                     |
| U.S. Filatura Maglio     | Maglio di Sopra (VI)      |                     |
| A.C. Lonigo              | Lonigo (VI)               |                     |
| U.S. Malo                | Malo (VI)                 |                     |
| U.S. Marosticense        | Marostica (VI)            |                     |
| U.S. Montebello          | Montebello Vicentino (VI) |                     |
| S.P. Nova Gens           | Noventa Vicentina (VI)    |                     |
| A.C. Benvenuto Ronzani   | Caldogno (VI)             |                     |
| C.S.I. Silva             | Marano Vicentino (VI)     |                     |
| A.C. Trissino            | Trissino (VI)             |                     |
| U.S. Virtus              | Valdagno (VI)             |                     |

### Classifica finale
|  | Pos. | Squadra           | Pt | G  | V  | N | P  | GF | GS | DR  |
|  | ---- | ----------------- | -- | -- | -- | - | -- | -- | -- | --- |
|  | 1.   | Ceccato           | 42 | 30 | 18 | 6 | 6  | 65 | 40 | +25 |
|  | 2.   | Malo              | 39 | 30 | 16 | 7 | 7  | 55 | 34 | +21 |
|  | 3.   | Filatura Maglio   | 38 | 30 | 17 | 4 | 9  | 54 | 41 | +13 |
|  | 4.   | Carte Burgo       | 36 | 30 | 15 | 6 | 9  | 61 | 40 | +21 |
|  | 5.   | Azzurra Sandrigo  | 35 | 30 | 15 | 5 | 10 | 54 | 30 | +24 |
|  | 5.   | Montebello        | 35 | 30 | 13 | 9 | 8  | 53 | 50 | +3  |
|  | 7.   | Benvenuto Ronzani | 34 | 30 | 14 | 6 | 10 | 67 | 46 | +21 |
|  | 8.   | Silva             | 32 | 30 | 14 | 4 | 12 | 55 | 45 | +10 |
|  | 9.   | Nova Gens         | 29 | 30 | 11 | 7 | 12 | 51 | 49 | +2  |
|  | 10.  | Marosticense      | 28 | 30 | 12 | 4 | 14 | 51 | 57 | -6  |
|  | 11.  | Lonigo            | 27 | 30 | 10 | 7 | 13 | 50 | 53 | -3  |
|  | 12.  | Arsiero           | 24 | 30 | 8  | 8 | 14 | 51 | 65 | -14 |
|  | 13.  | Breganze          | 23 | 30 | 8  | 7 | 15 | 43 | 64 | -21 |
|  | 14.  | Virtus Valdagno   | 21 | 30 | 9  | 3 | 18 | 46 | 66 | -20 |
|  | 15.  | Ferrovieri        | 18 | 30 | 7  | 4 | 19 | 46 | 77 | -31 |
|  | 16.  | Trissino          | 15 | 30 | 4  | 7 | 19 | 14 | 64 | -50 |

Legenda:

      Ammesso alle finali per il titolo regionale.
  Ammesso alla nuova Promozione Regionale.
Regolamento:
Due punti a vittoria, uno a pareggio, zero a sconfitta.
Pari merito in caso di pari punti.

## Girone E
| Squadra                      | Città (provincia)         | Stagione precedente |
| ---------------------------- | ------------------------- | ------------------- |
| A.G.E.L.                     | Casale sul Sile (TV)      |                     |
| Biancotto                    | Venezia                   |                     |
| Buranese                     | Burano (VE)               |                     |
| Cessalto                     | Cessalto (TV)             |                     |
| A.S. Hellas                  | Verona                    |                     |
| A.C. Jesolo                  | Jesolo (VE)               |                     |
| S.S. Libertas Ceggia         | Ceggia (VE)               |                     |
| Maerne                       | Maerne di Martellago (VE) |                     |
| Motta                        | Motta di Livenza (TV)     |                     |
| U.S. Muranese                | Murano (VE)               |                     |
| U.S. Opitergina              | Oderzo (TV)               |                     |
| Petronia                     | Caorle (VE)               |                     |
| A.C. Pro Mogliano            | Mogliano Veneto (TV)      |                     |
| U.S. La Rondine              | Meolo (VE)                |                     |
| C.R.A.L. S.A.V.A. Sez.Calcio | Porto Marghera di Venezia |                     |
| A.C. San Stino               | San Stino di Livenza (VE) |                     |

### Classifica finale
|  | Pos. | Squadra             | Pt | G  | V | N | P | GF | GS | DR |
|  | ---- | ------------------- | -- | -- | - | - | - | -- | -- | -- |
|  | 1.   | San Stino           | 52 | 30 |   |   |   |    |    |    |
|  | 2.   | Opitergina          | 47 | 30 |   |   |   |    |    |    |
|  | 3.   | Muranese            | 42 | 30 |   |   |   |    |    |    |
|  | 4.   | Jesolo              | 39 | 30 |   |   |   |    |    |    |
|  | 5.   | Libertas Ceggia     | 38 | 30 |   |   |   |    |    |    |
|  | 6.   | S.A.V.A. Sez.Calcio | 37 | 30 |   |   |   |    |    |    |
|  | 7.   | Buranese            | 33 | 30 |   |   |   |    |    |    |
|  | 8.   | Petronia            | 32 | 30 |   |   |   |    |    |    |
|  | 9.   | Hellas Calcio       | 31 | 30 |   |   |   |    |    |    |
|  | 10.  | Motta               | 28 | 30 |   |   |   |    |    |    |
|  | 11.  | Pro Mogliano        | 23 | 30 |   |   |   |    |    |    |
|  | 12.  | A.G.E.L. (-2)       | 20 | 30 |   |   |   |    |    |    |
|  | 13.  | Maerne              | 17 | 30 |   |   |   |    |    |    |
|  | 14.  | Biancotto           | 15 | 30 |   |   |   |    |    |    |
|  | 15.  | Cessalto            | 13 | 30 |   |   |   |    |    |    |
|  | 16.  | La Rondine          | 11 | 30 |   |   |   |    |    |    |

Legenda:

      Ammesso alle finali per il titolo regionale.
  Ammesso alla nuova Promozione Regionale.
Regolamento:
Due punti a vittoria, uno a pareggio, zero a sconfitta.
Pari merito in caso di pari punti.
Note:
A.G.E.L. ha scontato 2 punti di penalizzazione in classifica per due rinunce.

## Finali

### Titolo onorifico
Le cinque vincitrici dei gironi si giocarono l'onorifico titolo regionale. Causa l'alluvione del Polesine del novembre 1951 che non permise al girone C di finire le proprie gare entro il 18 maggio 1952, alle finali parteciparono solo le vincenti degli altri gironi.
|                   |                   | Andata | Ritorno |
| ----------------- | ----------------- | ------ | ------- |
| A.C. Montebelluna | U.S. Audace       | 2 - 0  | 1 - 2   |
| U.S. Ceccato      | A.C. San Stino    | 1 - 2  | 3 - 7   |
| U.S. Audace       | U.S. Ceccato      | 2 - 1  | 0 - 1   |
| A.C. San Stino    | A.C. Montebelluna | 1 - 3  | 0 - 0   |
| A.C. San Stino    | U.S. Audace       | 3 - 2  | 3 - 2   |
| U.S. Ceccato      | A.C. Montebelluna | 2 - 5  | 1 - 5   |
|                   |                   |        |         |

|  | Pos. | Squadra      | Pt | G | V | N | P | GF | GS | DR  |
|  | ---- | ------------ | -- | - | - | - | - | -- | -- | --- |
|  | 1.   | Montebelluna | 9  | 6 | 4 | 1 | 1 | 16 | 6  | +10 |
|  | 1.   | San Stino    | 9  | 6 | 4 | 1 | 1 | 16 | 11 | +5  |
|  | 3.   | Audace SME   | 4  | 6 | 2 | 0 | 4 | 8  | 11 | -3  |
|  | 4.   | Ceccato      | 2  | 6 | 1 | 0 | 5 | 9  | 21 | -12 |

Legenda:
      Campione regionale veneto.
Note:
Due punti a vittoria, uno a pareggio, zero a sconfitta.

### Spareggio per il primo posto in classifica
|              | Risultato |           | Luogo e data       |
| ------------ | --------- | --------- | ------------------ |
| Montebelluna | 1 - 0     | San Stino | ??, 22 giugno 1952 |
|              |           |           |                    |

### Qualificazione
Le cinque seste si giocarono le qualificazioni.
L'esito delle qualificazioni dovette confrontarsi da regolamento con gli esiti del sovrastante campionato di Promozione, dal quale alla fine retrocessero sul campo 15 club venete, poi ridotte a 13 in seguito a due casi di fallimenti e fusioni, cosicché tutte le seste furono elette nel nuovo campionato. Numerosissimi casi di dissesto costrinsero tuttavia la Lega Regionale Veneta a deliberare numerosi ripescaggi, tra cui quelli del Petrarca e del Rovigo.

## Regolamento
In questa stagione a parità di punteggio non era prevista alcuna discriminante: le squadre a pari punti erano classificate a pari merito. In caso di assegnazione di un titolo sportivo (promozione o retrocessione) era previsto uno spareggio in campo neutro.
Le squadre che non hanno portato a termine il campionato non vanno considerate come classificate ma tolte dalla classifica (e questo significa senza posizione in classifica) azzerando tutti i risultati conseguiti fino al momento dell'esclusione o della rinuncia.

### Giornali
- Archivio della Gazzetta dello Sport, stagione 1951-52, consultabile presso le Biblioteche:
  - Biblioteca Civica di Torino;
  - Biblioteca Nazionale Braidense di Milano,
  - Biblioteca Nazionale Centrale di Firenze,
  - Biblioteca Nazionale Centrale di Roma,
  - Biblioteca Civica Berio di Genova,
  - e presso Emeroteca del C.O.N.I. di Roma (non è online ma è da consultare in sede).
- Tuttosport, consultabile presso la Biblioteca Civica di Torino.

### Libri
- Un Secolo Gialloverde - Vicende e memorie in cent'anni di Calcio Piazzolese Davide Dalan e Antonio Mion, Ed. PAPERGRAF..